# Český rozhlas Pohoda
Český rozhlas Pohoda je celoplošná stanice Českého rozhlasu, zaměřená na program pro seniory. Kromě živého vysílání ve velké míře využívá archivů Českého rozhlasu. Vysílá 24 hodin denně.

## Historie
V březnu 2021 zveřejnil Český rozhlas informaci, že kromě chystané sportovní stanice připravuje také stanici pro pamětníky s pracovním názvem Rádio Senior. V červenci 2021 schválila Rada Českého rozhlasu vznik této stanice, která nese název Český rozhlas Pohoda. Určena je zejména pro posluchače starší 75 let. Vysílání stanice bylo zahájeno 1. října 2021.

## Pořady
Program stanice je z poloviny tvořen mluveným slovem a z poloviny hudbou. Z velké části využívá archivy stanice ČRo Dvojka a regionálních stanic. Jde o pořady ohledně zdraví, historie, vědy, místopisu, rodiny, mezilidských vztahů, populárně naučné pořady a příběhy osobností, podle žánru jde o rozhovory, četby, medailonky, rozhlasové hry, magazíny a hudební pořady. Hudba je vysílána především česká z různých žánrů, jako jsou country, pop 60. a 70. let 20. století, folklor, swing a dechovka. V pracovní dny je vysíláno několik živých pořadů (Pohodové ráno a Kolotoč; pořady Písničky od srdce a Noční linka jsou přebírány ze společného regionálního vysílání ČRo) a zpravodajské relace.

## Lidé
Tvářemi a hlasy stanice se stali herci Tomáš Töpfer a Dana Syslová, pozice moderátorů obsadili Jitka Lukešová, Václav Žmolík, Martina Vrbová, Jana Chládková, Tomáš Voženílek a Václav Kuba.

## Distribuce signálu
Stanice Český rozhlas Pohoda je dostupná v digitálním DAB+ vysílání, v DVB-T2 a na internetu.
| Město/Oblast     | Frekvence |
| ---------------- | --------- |
| Čechy            | 12C DAB+  |
| Morava a Slezsko | 12D DAB+  |